# Обноска фундаменту

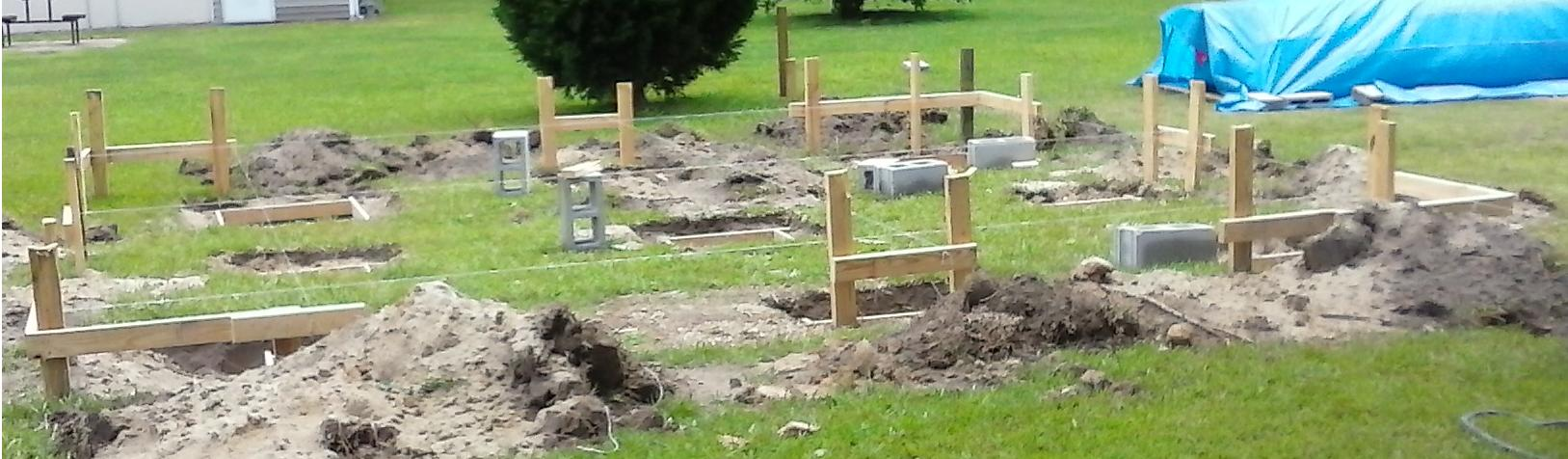
Обноска фундаменту

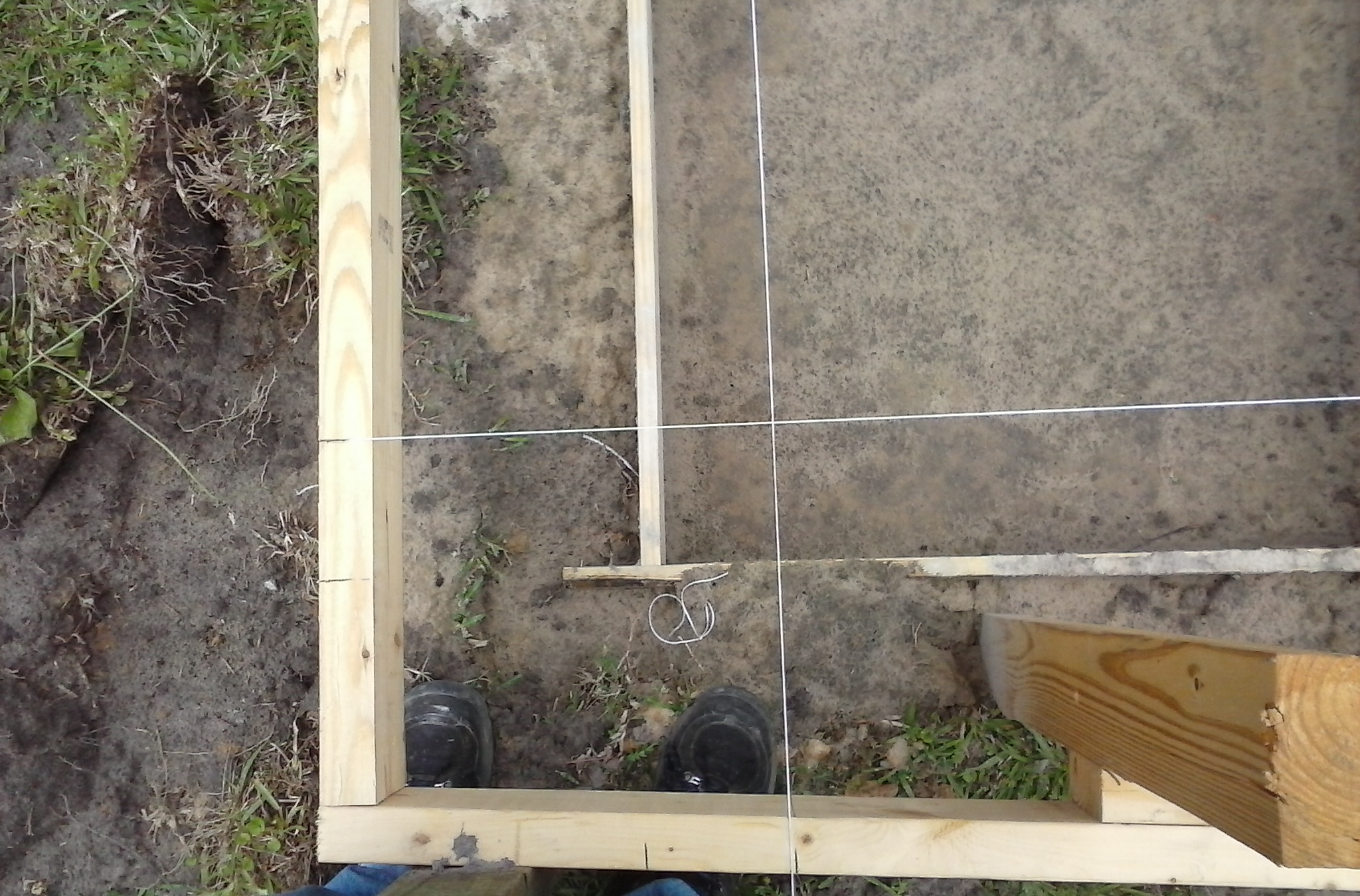
Точка перетину ниток позначає кут фундаменту

Обноска фундаменту (обносок фундаменту) — пристосування для розбивки (створення геодезичної розмічувальної мережи) споруди в натурі. Обноска створюється із стояків, які з'єднані горизонтальними рейками або дошками. Обноска встановлюється навколо будівлі поза її периметром для фіксації положення осей будівлі і окремих її частин.
Згідно з п.6.5 ДБН В.1.3-2:2010 «Геодезичні роботи у будівництві» «при влаштуванні фундаментів будівель (споруд), а також інженерних мереж, розмічувальні осі потрібно переносити на обноску чи на інші пристосування для тимчасового закріплення осей».